# 小行星7666
小行星7666（英語：7666 Keyaki）是一颗围绕太阳公转的小行星。1994年11月4日，K. Cross在仙台市发现了此天体。
这颗小行星的绝对星等为346.39201等。